# Міністерство транспорту та дорожної інфраструктури Молдови
Міністерство транспорту та дорожньої інфраструктури Республіки Молдова (рум. Ministerul Transporturilor și Infrastructurii Drumurilor al Republicii Moldova) — скасоване міністерство Уряду Республіки Молдова.
До 2017 року в рамках урядової реформи в Молдові, Міністерство економіки перейменовано у Міністерство економіки та інфраструктури, до якого увійшли Міністерство транспорту та дорожньої інфраструктури та Міністерство інформаційних технологій і зв'язку.

## Список міністрів
|    | Ім'я                    | Початок         | Кінець            |
| -- | ----------------------- | --------------- | ----------------- |
| 1  | Василе Іовв             | 5 квітня 1994   | 22 травня 1998    |
| 2  | Тудор Лянке             | 22 травня 1998  | 19 лютого 1999    |
| 3  | Віктор Кейбаш           | 12 березня 1999 | 12 листопада 1999 |
| 4  | Афанасій Смокін         | 21 грудня 1999  | 19 квітня 2001    |
| 5  | Віктор Цопа             | 19 квітня 2001  | 12 грудня 2001    |
| 6  | Анатолій Купцов         | 12 грудня 2001  | 13 листопада 2002 |
| 7  | Василе Згардан          | 5 грудня 2002   | 19 квітня 2005    |
| 8  | Мирон Гагауз            | 19 квітня 2005  | 23 січня 2007     |
| 9  | Василе Урсу             | 23 січня 2007   | 24 вересня 2008   |
| 10 | Анатолій Шалару         | 25 вересня 2009 | 30 травня 2013    |
| 11 | Василе Ботнарь          | 31 травня 2013  | 30 липня 2015     |
| 12 | Юрій Киринчук           | 30 липня 2015   | 30 травня 2017    |
| —  | Сергій Букетару (в. о.) | 30 травня 2017  | 26 липня 2017     |